# Ninja-Kid
Ninja-Kid (忍者くん 魔城の冒険?, Ninja-kun Ma-jō no Bōken) è un videogioco arcade pubblicato da UPL nel 1984. Il gioco ha ricevuto conversioni per home computer e Famicom. È stato inoltre distribuito tramite Virtual Console per Wii ed è disponibile nella raccolta Arcade Archives per Nintendo Switch e PlayStation 4.
Ne è stato prodotto un seguito, Ninja-Kid II, nel 1987.